# Wanderlust!
Wanderlust! è un singolo dei cantanti italiani Alfa e Yanomi, pubblicato l'11 ottobre 2019 come terzo estratto dal primo album in studio Before Wanderlust di Alfa.

## Descrizione
Il brano, scritto dallo stesso Alfa, è prodotto da Yanomi.

## Video musicale
Il video musicale, diretto da Nicholas Baldini, è stato pubblicato il 21 ottobre 2019 attraverso il canale YouTube di Alfa.

## Tracce
Testi di Andrea De Filippi, musiche di Andrea De Filippi e Lorenzo Milano.
1. Wanderlust! – 3:23